# Distretto governativo di Magdeburgo
Il distretto governativo di Magdeburgo fu uno dei tre distretti governativi (Regierungsbezirke) del land della Sassonia-Anhalt, esistito dal 1991 al 2004.

## Storia
Il distretto fu creato il 1º gennaio 1991, successivamente alla riunificazione tedesca.
Esistette fino al 31 dicembre 2003. Dal 1º gennaio 2004, con la soppressione di questo e degli altri 2, la Sassonia-Anhalt non viene suddivisa in distretti governativi.

## Geografia fisica
Il distretto occupava la parte settentrionale del Land, con al centro la città capoluogo di Magdeburgo. Confinava con gli stati della Bassa Sassonia, Brandeburgo e Turingia (per un breve tratto), e con gli ex-distretti di Halle e Dessau.

## Suddivisione
I circondari che ne hanno fatto parte (dal 1994) sono stati: Aschersleben-Staßfurt, circondario della Börde, Halberstadt, Jerichower Land, circondario dell'Ohre, Quedlinburg, Altmarkkreis Salzwedel, Schönebeck, Stendal, Wernigerode e la città extracircondariale di Magdeburgo.